# Kumoterki
Kumoterki, wyścigi kumoterskie (gór. kumotersko gońba) – wyścig dwuosobowej pary góralskiej po śniegu w małych saniach, używanych przez kumotra i kumoszkę.
W wyścigach kumoterek powozi kumoter, a jego kobieta mocno trzyma się sań i poprzez balansowanie ciałem dba, by oboje nie wypadli z toru. Para zawodników jest ubrana w tradycyjny strój góralski - przykuwa to uwagę widzów przyjeżdżających z całej Polski w góry specjalnie na zawody.
Sanie do kumoterek powinny być wykonane z drewna, jak przystoi na tradycyjne sanie góralskie. Zawody przeprowadzane są na czas. Najczęściej zawody kumoterek odbywają się w okolicach Zakopanego, są one jedną z zimowych atrakcji Podhala.
W 2017 r. na wniosek Podhalańskiego Stowarzyszenia Jeździeckiego z Ludźmierza (autorstwa dr. Macieja Baraniaka) Wyścigi Kumoterek zostały wpisane na Krajową Listę Niematerialnego Dziedzictwa Kulturowego.